# Let Me Tell Ya 'Bout Root Beer
Let Me Tell Ya 'Bout Root Beer es el segundo EP de la banda de rock estadounidense Incubus. Fue lanzado en el año 1996 y contenía dos canciones, "New Skin" y "Azwethinkweiz", que luego aparecieron en S.C.I.E.N.C.E. y Enjoy Incubus, respectivamente.
Las canciones están nombradas como "That Song" y "This Song", respectivamente, debido a que el EP fue elaborado principalmente en formato de vinilo.

## Listado de canciones
| N.º             | Título                                 | Duración |
| --------------- | -------------------------------------- | -------- |
| 1. (Lado A)     | "New Skin" (This Side: That Song)      | 3:51     |
| 2. (Lado B)     | "Azwethinkweiz" (That Side: This Song) | 3:48     |
| Duración total: | Duración total:                        | 7:39     |